# Stazione di Bergamo
Stazione di Bergamo vasútállomás Olaszországban, Lombardia régióban, Bergamo településen.

## Vasútvonalak
Az állomást az alábbi vasútvonalak érintik:
- Lecco–Brescia-vasútvonal
- Milánó–Bergamo-vasútvonal
- Seregno–Bergamo-vasútvonal

## Kapcsolódó állomások
A vasútállomáshoz az alábbi állomások vannak a legközelebb:
- Bergamo Ospedale railway halt (Lecco–Brescia-vasútvonal, Seregno–Bergamo-vasútvonal)
- Stazione di Seriate (Lecco–Brescia-vasútvonal)
- Stazione di Stezzano (Milánó–Bergamo-vasútvonal)

## Forgalom
| Járat | Útvonal |
| ----- | --- |
| RE 2  | Milano Centrale – Milano Lambrate – Pioltello-Limito – Verdello-Dalmine – Bergamo |
| R 1   | Bergamo – Seriate – Albano Sant’Alessandro – Montello-Gorlago – Chiuduno – Grumello del Monte – Palazzolo sull’Oglio – Cologne – Coccaglio – Rovato – Ospitaletto-Travagliato – Brescia |
| R 2   | Bergamo – Stezzano – Levate – Verdello-Dalmine – Treviglio Ovest – Treviglio |
| R 7   | Lecco – Lecco Maggianico – Vercurago-San Girolamo – Calolziocorte-Olginate – Cisano-Caprino Bergamasco – Pontida – Ambivere-Mapello – Ponte San Pietro – Bergamo                        |
| R 14  | Milano Porta Garibaldi – Milano Greco Pirelli – Sesto San Giovanni – Monza – Arcore – Carnate-Usmate – Paderno-Robbiate – Calusco – Terno – Ponte San Pietro – Bergamo                  |